# Hệ thống cấp bậc quân sự khối NATO
Hệ thống cấp bậc quân sự khối NATO là hệ thống đối chiếu cấp bậc quân sự tiêu chuẩn nhằm so sánh tương đương các hệ thống quân hàm khác nhau được sử dụng bởi các quốc gia thành viên của Tổ chức Hiệp ước Bắc Đại Tây Dương.

## Định nghĩa
NATO duy trì "thang xếp hạng tiêu chuẩn" trong nỗ lực để đối chiếu tương đương giữa các hệ thống quân hàm khác nhau được sử dụng bởi các thành viên trong khối. Hệ thống này được thành lập vào năm 1978, trong tài liệu STANAG 2116, có tên chính thức là Mã NATO cho các Cấp bậc Nhân viên Quân sự (NATO Codes for Grades of Military Personnel). Có hai hệ thống đối chiếu (một cho sĩ quan, một cho hạ sĩ quan), mặc dù không phải tất cả các quốc gia thành viên đều sử dụng tất cả các bậc đối chiếu tương đương của NATO và một số quốc gia có nhiều hơn một cấp bậc tại một số bậc đối chiếu (VD: nhiều quốc gia có hai cấp bậc quân sự tại bậc đối chiếu OF-1 của NATO).

### Cấp Sĩ quan
Các bậc từ OF-1 đến OF-10 (từ dưới lên trên) được sử dụng cho các bậc sĩ quan ("officer / officier").
- Sĩ quan cấp tướng (từ OF-6 đến OF-10[2])
- Sĩ quan cấp tá (từ OF-3 đến OF-5)
- Sĩ quan cấp úy (từ OF-1 đến OF-2)

### Cấp Quân nhân chuyên nghiệp (Chuẩn úy)
- Hầu hết các quốc gia không có các cấp bậc trung gian giữa Sĩ quan và Hạ sĩ quan. Ngoại lệ là Hoa Kỳ, tồn tại một hệ thống cấp bậc Quân nhân chuyên nghiệp("Warrant Officer"), được phân loại từ WO-1 đến WO-5. Ở các quốc gia khác có cấp bậc "Warrant Officer", chúng thường được xếp là một phần của hệ thống cấp bậc khác. (VD: trong Lục quân Anh, WO1 có mã NATO là OR-9.)

### Cấp Hạ sĩ quan, Binh sĩ
- Các bậc từ OR-1 đến OR-9 (từ dưới lên trên) được sử dụng cho tất cả các cấp bậc khác ("other ranks/sous-officiers et militaires du rang "),[3] bao gồm hạ sĩ quan (từ OR-5 đến OR-9) và binh sĩ (từ OR-1 đến OR-4).

## So sánh với các hệ thống khác
Số lượng cấp bậc quân sự trong hệ thống của NATO gần tương ứng với hệ thống trả lương của quân đội Hoa Kỳ, với OR-x thay thế Ex và WO-x thay thế Wx. Sự khác biệt chính là ở cấp bậc sĩ quan, trong đó hệ thống Hoa Kỳ công nhận hai cấp bậc ở cấp độ OF-1 (O-1 và O-2), có nghĩa là tất cả các số Ox sau O-1 của hệ thống của Hoa Kỳ đều cao hơn một bậc so với bậc tương ứng chúng ở trên hệ thống của NATO (ví dụ: bậc chính là OF-3 trên hệ thống của NATO và O-4 theo hệ thống của Hoa Kỳ).
Sĩ quan
| Mã NATO          | OF-10   | OF-10   | OF-9 | OF-9 | OF-8 | OF-8 | OF-7 | OF-7 | OF-6 | OF-6 | OF-5 | OF-5 | OF-4 | OF-4 | OF-3 | OF-3 | OF-2 | OF-2 | OF-1 | OF-1 | OF-1 | OF-1 | OF-1 | OF-1 | OF(D) | OF(D) | OF(D) | OF(D) | OF(D) | OF(D) | Học viên sĩ quan | Học viên sĩ quan | Học viên sĩ quan | Học viên sĩ quan | Học viên sĩ quan | Học viên sĩ quan |
| US DoD Pay Grade | Special | Special | O-10 | O-10 | O-9  | O-9  | O-8  | O-8  | O-7  | O-7  | O-6  | O-6  | O-5  | O-5  | O-4  | O-4  | O-3  | O-3  | O-2  | O-1  |      |      |      |      |       |       |       |       |       |       |                  |                  |                  |                  |                  |                  |
| ---------------- | ------- | ------- | ---- | ---- | ---- | ---- | ---- | ---- | ---- | ---- | ---- | ---- | ---- | ---- | ---- | ---- | ---- | ---- | ---- | ---- | ---- | ---- | ---- | ---- | ----- | ----- | ----- | ----- | ----- | ----- | ---------------- | ---------------- | ---------------- | ---------------- | ---------------- | ---------------- |

Hạ sĩ quan và binh sĩ
| Mã NATO          | OR-9 | OR-9 | OR-9 | OR-9 | OR-9 | OR-9 | OR-8 | OR-8 | OR-7 | OR-7 | OR-6 | OR-6 | OR-6 | OR-6 | OR-6 | OR-6 | OR-5 | OR-5 | OR-5 | OR-5 | OR-5 | OR-5 | OR-4 | OR-4 | OR-4 | OR-4 | OR-3 | OR-3 | OR-2 | OR-2 | OR-2 | OR-2 | OR-2 | OR-2 | OR-1 | OR-1 |
| US DoD Pay Grade | E-9  | E-9  | E-9  | E-9  | E-9  | E-9  | E-8  | E-8  | E-7  | E-7  | E-6  | E-6  | E-6  | E-6  | E-6  | E-6  | E-5  | E-5  | E-5  | E-5  | E-5  | E-5  | E-4  | E-4  | E-4  | E-4  | E-3  | E-3  | E-2  | E-2  | E-2  | E-2  | E-2  | E-2  | E-1  | E-1  |
| ---------------- | ---- | ---- | ---- | ---- | ---- | ---- | ---- | ---- | ---- | ---- | ---- | ---- | ---- | ---- | ---- | ---- | ---- | ---- | ---- | ---- | ---- | ---- | ---- | ---- | ---- | ---- | ---- | ---- | ---- | ---- | ---- | ---- | ---- | ---- | ---- | ---- |

## Cấp bậc và cấp hiệu

### Lục quân
Quân hàm và phù hiệu Lực lượng Lục quân NATO

### Hải quân
Quân hàm và phù hiệu Lực lượng Hải quân NATO

### Không quân
Quân hàm và phù hiệu Lực lượng Không quân NATO

### Trích dẫn
1. ↑  NATO glossary of abbreviations used in NATO documents and publications / Glossaire OTAN des abréviations utilisées dans les documents et publications OTAN (PDF). 2010. tr. 235. Bản gốc (PDF) lưu trữ ngày 31 tháng 10 năm 2017. Truy cập ngày 4 tháng 7 năm 2020.
2. ↑  OF-10 thường dành cho những cấp bậc Nguyên soái, Thống chế hay Thống tướng
3. ↑  NATO glossary of abbreviations used in NATO documents and publications / Glossaire OTAN des abréviations utilisées dans les documents et publications OTAN (PDF). 2010. tr. 238. Bản gốc (PDF) lưu trữ ngày 31 tháng 10 năm 2017. Truy cập ngày 4 tháng 7 năm 2020.